# Lötschberg-Basistunnel

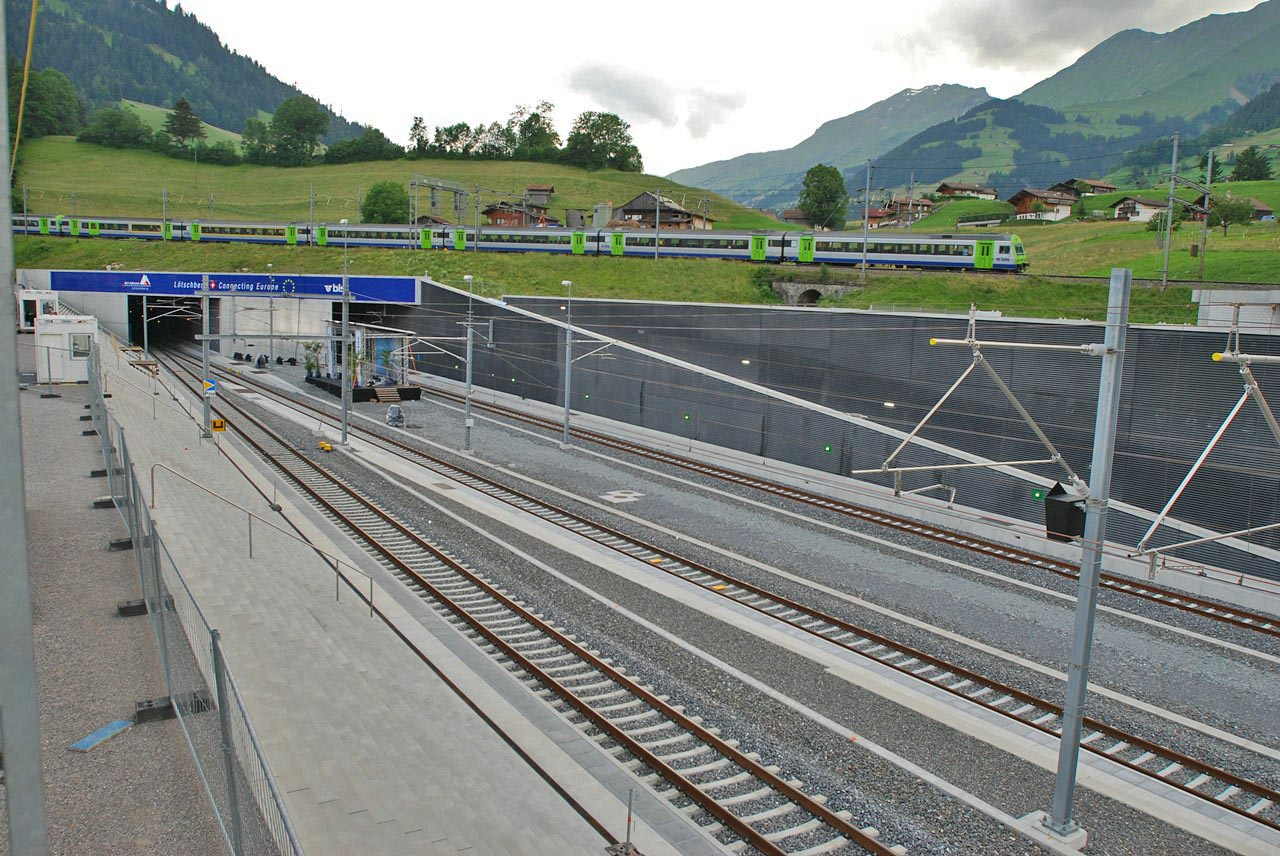
wjazd do tunelu

Lötschberg-Basistunnel – tunel kolejowy w Szwajcarii. Do użytku został oddany w roku 2007, po ośmiu latach budowy. Kosztował 3,5 miliarda dolarów. Ma 34,6 km długości.